# فرماندهی آموزش و تمرین هوایی
فرماندهی آموزش و تمرین هوایی (انگلیسی: Air Education and Training Command) یکی از ۹ فرماندهی اصلی نیروی هوایی ایالات متحده آمریکا است، که به ستاد فرماندهی نیروی هوایی ایالات متحده گزارش می‌دهد. این سازمان در ۱ ژوئیه ۱۹۹۳ از ادغام فرماندهی آموزش هوایی و دانشگاه هوایی تأسیس شد.
ستاد مرکزی فرماندهی آموزش و تمرین هوایی در پایگاه هوایی رندالف، تگزاس قرار دارد. این فرماندهی وظیفه آموزش اولیه و آموزش حرفه‌ای در نیروی هوایی را برعهده دارد، دارای بیش از ۴۸ هزار عضو فعال وظیفه و ۱۴ هزار پرسنل غیرنظامی می‌باشد و مسئولیت حدود ۱۶۰۰ هواپیما را برعهده دارد. مأموریت فرماندهی آموزش و تمرین هوایی استخدام، آموزش و پرورش هوانوردان برای ارائه به نیروی هوایی آمریکا است.